# The Lion Guard
The Lion Guard (Nederlands: De leeuwenwacht) is een Amerikaanse animatieserie die gebaseerd is op The Lion King. Deze serie gaat voort op de televisiefilm The Lion Guard: Return of the Roar die uitkwam op 22 november 2015. Die film is dus de pilot van deze televisieserie. In het Nederlands verscheen deze pilot op 25 maart 2016 onder de naam De Leeuwenwacht: De Terugkeer van de Brul op Disney Jr.. De eerste aflevering van de televisieserie zelf verscheen op 15 januari 2016.

## Verhaal
De serie draait rond de leeuwenwelp Kion, de zoon van Simba en de jongere broer van Kiara, en zijn vrienden Bunga (een honingdas), Fuli (een jachtluipaard), Besthe (een nijlpaard) en Ono (een zilverreiger). Onder leiding van Kion worden ze een beschermingseenheid die Simba bijstaat bij de verdediging van het trotse land om de kringloop van het leven te beschermen. Meestal wordt die kringloop bedreigd door de hyena's (geleid door Janja). In één aflevering neemt de Leeuwenwacht het op tegen de slechte leeuwin Zira en haar troep. Gedurende het eerste seizoen krijgt Kion regelmatig levenslessen mee van zijn ouders en grootvader Mufasa. In het tweede seizoen keert Scar (als geest) terug en vormt hij de grootste bedreiging voor het trotse land. Het leger van Scar bestaat uit Janja en zijn hyena's, gieren (geleid door Mzingo), jakhalzen (geleid door Reirei), de cobra Ushari en krokodillen (geleid door Kiburi), om het trotse land te veroveren en The Lion Guard te verslaan. In hun gevechten tegen Scars leger wordt The Lion Guard geholpen door de andere dieren van het trotse land. In het begin van het derde seizoen zijn de leden van De Leeuwenwacht reeds tieners en willen ze Scar en zijn leger voorgoed verslaan. Hierbij verlaten de hyena's Scars leger en sluiten zich aan bij het trotse land. Tijdens zijn laatste aanval lokt Scar Kion in een hinderlaag waar hij gebeten wordt door Ushari, waardoor hij de controle over zichzelf verliest. Kion kan Scar alsnog verslaan met een speciale versie van de Roar of the elders en Ushari wordt gedood door Bunga. Hierna gaan de leden van Scar's leger hun eigen weg. Vervolgens verlaten Kion en zijn Lion Guard het trotse land om de Tree of Life (levensboom) te zoeken. Ono verliest zijn gezichtsvermogen, waardoor het team een zesde lid krijgt, namelijk Anga (een  vechtarend). Ze worden op hun reis echter gevolgd door dieren met slechte bedoelingen, waaronder Makucha (een luipaard), Mama Binturong (een beermarter), Ora (een komodovaraan) en Chuluun (een sneeuwluipaard). Bij aankomst aan de Levensboom ontmoet de Leeuwenwacht een andere groep leeuwen The Night Pride (De Nachtwacht), geleid door de leeuwin Rani, die de Levensboom beschermen tegen indringers. Aanvankelijk willen ze Kion niet helpen, maar wanneer Kion hen de waarheid vertelt worden ze toch toegelaten in hun land. Ono krijgt zijn zicht terug en Kion geneest. Intussen heeft Makucha's leger de Nachtwacht in een val gelokt en vallen de andere dieren aan. Kion kan Makucha's leger verslaan met de brul en de Nachtwacht bevrijden. Rani wil dat Kion en zijn wacht voor altijd bij de Levensboom blijven. Maar dan komen de hyena's Janja en Jasiri, samen met Azaad (een jachtluipaard) om hen te waarschuwen voor Zira en haar troep, die het trotse land aanvallen. Hierna vertrekt de Leeuwenwacht terug naar het trotse land waar Vitani, de dochter van Zira, een nieuwe Leeuwenwacht heeft gevormd. Intussen is Zira al overleden en zijn de Buitenstaanders niet langer slecht. De twee Leeuwenwachten houden een wedstrijd. Kion duidt Vitani aan als volgende leider van de Leeuwenwacht, waardoor Kion en zijn vrienden niet langer de Leeuwenwacht zijn. Ze worden lid van de Nachtwacht. Kion trouwt met Rani, de koningin van de Levensboom, en wordt zo koning. De serie speelt zich af tijdens de gebeurtenissen van de tweede film in de jeugd van Kiara. De laatste aflevering (Return to the Pride Lands) speelde zich af na afloop van deze film. 

## Stemmen (origineel)

### Hoofdpersonages
- Max Charles als Kion de leeuw, zoon van Simba en leider van The Lion Guard
- Joshua Rush als Bunga de honingdas en lid van The Lion Guard
- Dusan Brown als Beshte, het nijlpaard en lid van The Lion Guard
- Atticus Shaffer als Ono, de koereiger en lid van The Lion Guard
- Diamond White als Fuli, het jachtluipaard en lid van The Lion Guard
- Andrew Kishino als Janja, leider van de meeste hyena's (antagonist)
- Bryana Salaz als Anga, een vechtarend en zesde lid van The Lion Guard (seizoen 3)

### Gastpersonages uitThe Lion King
- Rob Lowe als Simba, een leeuw
- Kevin Schon als Timon, een stokstaartje
- Ernie Sabella als Pumbaa het knobbelzwijn
- Gabrielle Union als Nala, een leeuwin
- Khary Payton als Rafiki, een mandril
- Eden Riegel als Kiara, een leeuwin
- Gary Anthony Williams als Mufasa, een leeuw
- David Oyelowo als Scar, broer van Mufasa (antagonist)
- Jeff Bennett als Zazu, een roodsnaveltok

### Andere gastpersonages
- Maia Mitchell als Jasiri, de goede hyena
- Sarah Hyland als Tiifu, een leeuwin
- Madison Pettis als Zuri, een leeuwin
- Vargus Mason als Cheezi, een hyena
- Kevin Schon als Chungu, een hyena
- Greg Ellis als Mzingo, een gier
- Christian Slater als Ushari, een cobra
- Ana Gasteyer als Rairai, een jakhals
- Gerald C. Rivers als Pua, voormalige leider van de krokodillen
- Blair Underwood als Makuu, huidige leider van de krokodillen
- Kevin Michael Richardson als Basi, leider van de nijlpaarden en vader van Beshte
- Common als Kiburi, leider van de krokodillen in het verboden land
- Steven Blum als Makucha, een luipaard
- Landry Bender als Makini, een mandril
- Phil LaMarr als Goigoi, een jakhals
- Rachel House als Mama Binturong, een beermarter
- Andrew Kishino als Ora, een komodovaraan
- Kimiko Glenn als Chuluun, een sneeuwpanter
- Behzad Dabu als Azaad, een cheetah
- Peyton Elizabeth Lee als Rani, een leeuwin en leider van De Nachtwacht

## Stemmen (Nederlands)
- Roan Pronk (seizoen 1 & 2) / Stijn van der Plas (seizoen 3) als Kion de leeuw, zoon van Simba en leider van De Leeuwenwacht
- Jary Beekhuizen als Beshte, het nijlpaard en lid van De Leeuwenwacht
- Vajèn van den Bosch als Fuli,  het jachtluipaard en lid van De Leeuwenwacht
- Roben Mitchell van den Dungen Bille als Ono,  de koereiger en lid van De Leeuwenwacht
- Remi De Smet als Bunga, de das en lid van De Leeuwenwacht
- Edwin Jonker als Simba, Kions en Kiara's vader en Leeuwenkoning
- Simon Zwiers als Mufasa, Simba's vader
- Carolina Dijkhuizen als Nala, Kion en Kiara's moeder en Simba's vrouw
- Venna van den Bosch als Kiara, zus van Kion
- David Verbeeck seizoen 1 en Jan Van Hecke seizoen 2 als Timon het stokstaartje
- Door Van Boeckel als Pumbaa het knobbelzwijn
- Huub Dikstaal als Zazoe de neushoornvogel en hofmaarschalk van Simba
- Marcel Jonker als Scar, de kwade broer van Mufasa
- Dilara Horuz als Tiifu
- Tara Hetharia als Zuri
- Maja Van Honsté als Jasiri
- Frank Hoelen als Janja
- Jonathan Demoor als Cheezi
- Thomas Van Goethem als Chungu
- Lucas Dietens als Mzingo
- Freddie Gumbs als Rafiki
- Rutger le Poole als Ushari
- Peggy Sandaal als Rairai
- Jerrel Houtsnee als Goigoi
- Werner Kolf als Kiburi
- Timo Bakker als Makucha
- Desi van Doeveren als Anga
- Joost Claes en Joey Schalker als hyena's
- Victor van Swaay als grote baviaan
- Valentijn Banga, Lieke van den Akker en Olaf Schot als jonge nijlpaarden

## Afleveringen
| Seizoen | Seizoen | Afleveringen | Originele uitzenddatum | Originele uitzenddatum |
| Seizoen | Seizoen | Afleveringen | Première               | Finale                 |
| ------- | ------- | ------------ | ---------------------- | ---------------------- |
|         | 1       | 28           | 22 november 2015       | 21 april 2017          |
|         | 2       | 30           | 7 juli 2017            | 22 april 2019          |
|         | 3       | 20           | 3 augustus 2019        | 3 november 2019        |